# Tyreke Johnson
Tyreke Martin Johnson (Swindon, 3 november 1998) is een Engels voetballer die als aanvaller voor Southampton speelt.

## Carrière
Tyreke Johnsen speelde in de jeugd van Watford, Swindon Town en Southampton. Daar maakte hij zijn debuut in het profvoetbal op 16 december 2018, in de met 3-2 gewonnen thuiswedstrijd tegen Arsenal. Hij kwam in de 94e minuut in het veld voor Stuart Armstrong.

### Statistieken
| Seizoen                        | Club           | Land           | Competitie     | Competitie | Competitie | Beker | Beker | Overig | Overig | Totaal | Totaal |
| Seizoen                        | Club           | Land           | Competitie     | Wed.       | Dlp.       | Wed.  | Dlp.  | Wed.   | Dlp.   | Wed.   | Dlp.   |
| ------------------------------ | -------------- | -------------- | -------------- | ---------- | ---------- | ----- | ----- | ------ | ------ | ------ | ------ |
| 2018/19                        | Southampton    | Engeland       | Premier League | 1          | 0          | 2     | 0     | —      | —      | 3      | 0      |
| Carrièretotaal                 | Carrièretotaal | Carrièretotaal | Carrièretotaal | 1          | 0          | 2     | 0     | 0      | 0      | 3      | 0      |
| Bijgewerkt op 15 februari 2018 |                |                |                |            |            |       |       |        |        |        |        |

1 McCarthy ·
2 Walker-Peters ·
3 Manning ·
4 Downes ·
5 Stephens ·
6 Harwood-Bellis ·
7 Aribo ·
8 Smallbone ·
9 Armstrong ·
10 Lallana ·
11 Stewart ·
12 Edwards ·
13 Lumley ·
14 Bree ·
15 Wood ·
16 Sugawara ·
17 Brereton Díaz ·
18 Fernandes ·
19 Archer ·
20 Sulemana ·
21 Taylor ·
22 Alcaraz ·
23 Edozie ·
24 Charles ·
26 Ugochukwu ·
27 Amo-Ameyaw ·
28 Larios ·
31 Bazunu ·
32 Onuachu ·
33 Dibling ·
35 Bednarek ·
37 Bella-Kotchap ·
Coach: Martin